# 인노켄티 스목투놉스키

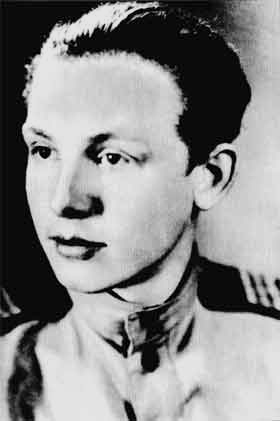
1943년 모습

인노켄티 미하일로비치 스목투놉스키(러시아어: Иннокентий Михайлович Смоктуновский, 스목투노비치 출생, 1925년 3월 28일 ~ 1994년 8월 3일)는 소련과 러시아의 연극 배우이자 영화 배우이다. 1974년 소련 인민 예술가로 선정되었고, 1990년에는 사회주의 노동영웅으로 선정되었다.

## 작품
- 부치지 못한 편지
- 햄릿 (1964년 영화)
- 거울 (1975년 영화)
- 검은 눈동자